# Dmitri Alexandrowitsch Rowinski

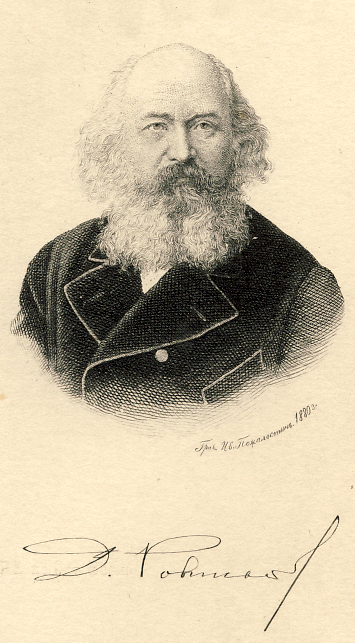
I. P. Pozhalostny, Dmitri Rowinski, 1888.

Dmitri Alexandrowitsch Rowinski (russisch Дмитрий Александрович Ровинский, wiss. Transliteration Dmitrij Aleksandrovič Rovinskij; * 16.jul. / 28. August 1824greg. in Moskau; † 11.jul. / 23. Juni 1895greg. in Bad Wildungen) war ein russischer Jurist, Kunsthistoriker und Kunstsammler. Er war Ehrenmitglied der Kunstakademie und der Akademie der Wissenschaften in Sankt Petersburg.

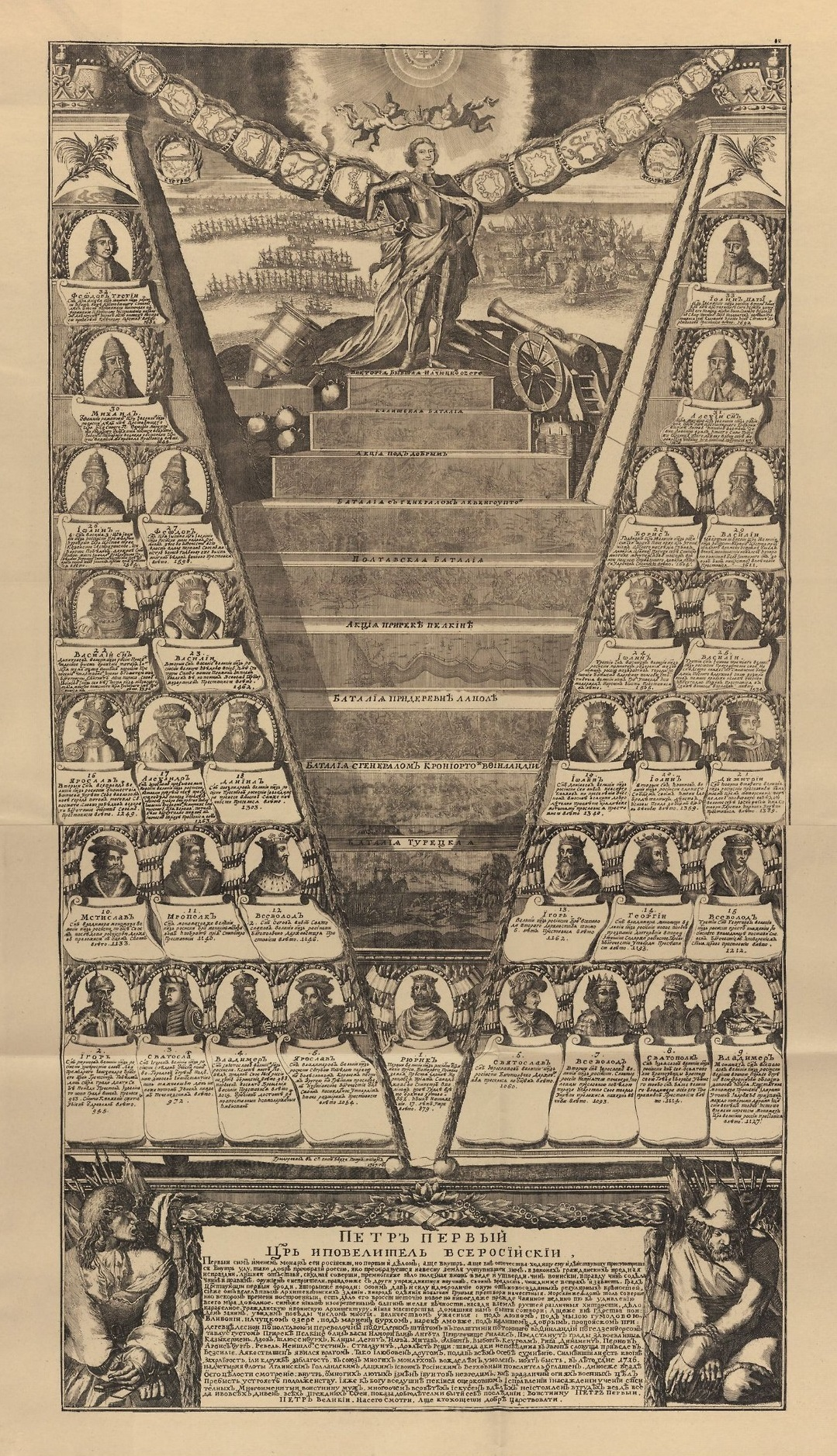
Illustration aus: Materialien für eine russische Ikonographie, 1884

## Leben
Dimitrii Alexandrovitsch Rowinski wurde am 16. August 1824 in Moskau geboren. Im Jahr 1844 schloss er sein Jurastudium an der Universität Sankt Petersburg ab. Im Anschluss arbeitete er in verschiedenen juristischen Positionen. 1866 wurde er zum Prokurator der Region Moskau ernannt. Rowinski war an der Justizreform des Jahres 1864 beteiligt und setzte sich für die Abschaffung der körperlichen Bestrafung in Russland ein. 1870 wurde er Senator des Berufungsgerichts für Strafsachen.
Seit den 1840er-Jahren sammelte Rowinski Drucke, darunter auch illustrierte Flugschriften sowie die Graphiken Rembrandt van Rijns, Adriaen van Ostades und anderer westlicher Künstler. Er systematisierte als erster einen großen Materialkorpus zur Geschichte der Druckgraphik in Russland. Aufgrund des Reichtums der von ihm zusammengetragenen Informationen, wird Rowinski immer wieder in der Forschung herangezogen. Neben seinen Publikationen zur russischen Kunstgeschichte veröffentlichte er auch über die Druckgraphik Rembrandts. Zudem sammelte Rowinski jahrelang in ganz Europa Zeichnungen, Grafiken und Karikaturen über Russland und die Politik der europäischen Mächte. Von 1884 bis 1891 gab er diese Grafiken als Materialien für eine Russische Ikonographie in zwölf Mappen in wenigen Exemplaren heraus. Heute existieren nurmehr drei bekannte Exemplare dieser Sammlung. Sie liegen in London, Moskau und in Halle (Saale).
Im Jahr 1870 nahm die Kunstakademie Sankt Petersburg Rowinski als Ehrenmitglied auf. 1883 wurde ihm diese Ehre auch durch die dortige Akademie der Wissenschaften zuteil. Neben dieser offiziellen Würdigung seiner Arbeit ist sein Einfluss auf wichtige Akteure der russischen Kultur des 19. Jahrhunderts wie etwa Wladimir Wassiljewitsch Stassow ein Zeichen für die Bedeutung seines kunsthistorischen Wirkens. Rowinski stiftete seine Sammlung von Graphiken und weiteren Werken der Eremitage in Sankt Petersburg, dem Rumjanzew-Museum in Moskau, der Bibliothek und der Kunstakademie in Sankt Petersburg.
Rowinski verstarb am 11. Juni 1895 in Bad Wildungen.

## Rezeption
Rowinski gilt als „großer Sammler“ russischer und westeuropäischer Kunst, insbesondere mit einem Schwerpunkt auf dem Porträt und Herrscherporträt. Seine Zeitgenossen schätzen seine Bemühungen, Graphiken aus beiden Bereichen zusammenzutragen und zu kommentieren sehr. Auch die wenigen wissenschaftlichen Publikationen über ihn werten seine Tätigkeit positiv. So wurde ihm 1976 von Vraskaja eine „[…] progressive Rolle in der Entwicklung der russischen Wissenschaft […]“ zugewiesen und dies in den Kontext seiner insgesamt gemäßigten liberalen Haltung gestellt.
Im Zusammenhang dieser insgesamt positiven Rezeption Rowinskis entstand auch die Vorstellung von ihm als ein Vermittler der westeuropäischen Bildwelten in Russland. Walter Koschmal und Irina Markova stellen diese Bewertung Rowinskis in Frage und weisen ihm eine Mitverantwortung für das Missverständnis und die Fehlübersetzungen westlicher Bilder in Russland zu, die darüber hinaus in grundsätzlich unterschiedlichen kulturellen Vorstellungen des Bildes begründet liegen. Dies argumentieren sie anhand der Materialien für eine russische Ikonographie insbesondere in Hinblick auf die Frage der Existenz und Rolle der Karikatur in Russland. Während Rowinski etwa in Bezug auf Porträt-Darstellungen von Katharina II. die Wirklichkeitsnähe und den bleibenden, ewigen Charakter der Bilder unter Ausblendung ihrer Inszenierung schätzte, blendet er die Zarin bei den von ihm publizierten Karikaturen aus Westeuropa weitgehend aus. In seinen Kommentaren bezieht er sich auf die historischen Fakten, erwähnt aber nicht die hässlich-verzerrte Darstellung der Zarin und unterschlägt zum Teil auch ihren Namen. Zu manchen der Karikaturen fehlt in seinen Textbänden sogar jegliche Kommentierung. Rowinski lenkte und manipulierte so die Rezipienten dieser Bilder, denen kein autonomes, individuelles und eindeutiges Verständnis ermöglicht werden sollte. Im alphabetischen Verzeichnis führt Rowinski diese Darstellungen auch nicht als Karikaturen Katharina II. und macht sie somit in dieser Hinsicht unauffindbar. Letztendlich scheiterte er laut Koschmal und Markova daran, die der russischen Kultur fremde westliche Karikatur, die in einer anderen Bildtradition stand, zu vermitteln. Deshalb wandte er gegenüber dem ihm und seiner Kultur fremden Material Ausweichstrategien auf das historisch-faktische Territorium an, um sich nicht der Darstellungsweise der Protagonisten widmen zu müssen, die im Widerspruch zu russischen Vorstellungen des Porträts standen. Diese Probleme stellten sich im hingegen nicht, wenn er etwa russische Volksbilderbögen in seinen Bildersammlungen zusammentrug.
Im Jahr 2006 wurden alle Zeichnungen der Materialien für eine russische Ikonographie vom Hallenser Kirchenhistoriker Hermann Goltz kommentiert herausgegeben.

## Veröffentlichungen
- Russische Volksbilderbögen (Russkie narodnye kartinki), 5 Bände (Text), 3 Bände (Atlas), Sankt Petersburg 1881–93.
- Authentische Porträts der moskowitischen Herrscher (1882)
- Materialien für eine russische Ikonographie (Materīaly dlia russkoĭ ikonografīi), 12 Bände, Sankt Petersburg 1884–1891.
- Exaktes Lexikon der russischen Porträtstiche, (Podrobnyi slovar’ russkikh gravir ovannykh portretov), 4 Bände, Sankt Petersburg 1886–89.
- Vollständige Sammlung der Kupferstiche Rembrandts (Polnoe sobranie graviur Rembrandta), 4 Bände, Sankt Petersburg 1890. Reprint Wien 1923.
- Exaktes Lexikon der russischen Bildstecher (Podrobnyi slovar’ russkikh graverov 16–19 vv.), 2 Bände, Sankt Petersburg 1895 (posthum).

- Russkie narodnye kartinki, Band 1, Sankt Petersburg 1881.
- Materīaly dlia russkoĭ ikonografīi, Band 1, Sankt Petersburg 1884.
- Podrobnyi slovar’ russkikh graverov 16–19 vv., Band 1, Sankt Petersburg 1895.
- Podrobnyi slovar’ russkikh graverov 16–19 vv., Band 2, Sankt Petersburg 1895.